# Recopa de Europa de baloncesto 1979-80
La Recopa de Europa de Baloncesto 1979-80 fue la decimocuarta edición de esta competición organizada por la FIBA que reunía a los campeones de las ediciones de copa de los países europeos. Tomaron parte 22 equipos, dos más que en la edición precedente, proclamándose campeón el equipo italiano del Emerson Varese, venciendo en la final al campeón de las dos ediciones anteriores, el Gabetti Cantù, en una final disputada en la ciudad de Milán. Fue su segundo título tras el logrado en la primera edición de la competición, en 1967.

## Participantes
| Italia       | 2 | Emerson Varese              | Gabetti Cantù |
| Bélgica      | 1 | Sunair Oostende             |               |
| Bulgaria     | 1 | CSKA Sofia                  |               |
| Chipre       | 1 | APOEL                       |               |
| Egipto       | 1 | Union Récréation Alexandria |               |
| Inglaterra   | 1 | Doncaster Panthers          |               |
| Finlandia    | 1 | Chatby KTP                  |               |
| Francia      | 1 | Caen                        |               |
| Grecia       | 1 | Panathinaikos               |               |
| Hungría      | 1 | Soproni MAFC                |               |
| Islandia     | 1 | KR                          |               |
| Israel       | 1 | Hapoel Ramat Gan            |               |
| Luxemburgo   | 1 | Amicale                     |               |
| Países Bajos | 1 | Parker Leiden               |               |
| Portugal     | 1 | Sporting                    |               |
| Rumania      | 1 | Steaua de Bucarest          |               |
| España       | 1 | FC Barcelona                |               |
| Suecia       | 1 | KFUM Uppsala                |               |
| Suiza        | 1 | SAV MoMo                    |               |
| Turquía      | 1 | Eczacıbaşı                  |               |
| Yugoslavia   | 1 | Zadar                       |               |

## Primera ronda
| Equipo 1                    | Agr.    | Equipo 2         | Ida     | Vuelta |
| --------------------------- | ------- | ---------------- | ------- | ------ |
| Sporting                    | 0–4*    | Emerson Varese   | 0–2     | 0–2    |
| KFUM Uppsala                | 190–177 | SAV MoMo         | 93–67   | 97–110 |
| KR                          | 158–192 | Caen             | 84–104  | 74–88  |
| Amicale                     | 174–204 | Hapoel Ramat Gan | 91–105  | 83–99  |
| Soproni MAFC                | 178–206 | Zadar            | 104–109 | 74–97  |
| APOEL                       | 131–235 | CSKA Sofia       | 69–111  | 62–124 |
| Union Récréation Alexandria | 143–213 | Panathinaikos    | 68–104  | 75–109 |
| Steaua București            | 150–153 | Eczacıbaşı       | 71–67   | 79–86  |
| Doncaster Panthers          | 149–173 | Sunair Oostende  | 67–73   | 82–100 |

*Sporting abandonó la competición alegando que seis de sus jugadores habían sido convocados por la selección portuguesa para una gira por los Estados Unidos, por lo que el Emerson Varese recibió un marcador de 2-0 en ambos partidos.

## Segunda ronda
| Equipo 1         | Agr.    | Equipo 2        | Ida    | Vuelta |
| ---------------- | ------- | --------------- | ------ | ------ |
| Chatby KTP       | 159–229 | Emerson Varese  | 79–105 | 80–124 |
| KFUM Uppsala     | 158–168 | Caen            | 73–86  | 85–82  |
| Hapoel Ramat Gan | 170–171 | Zadar           | 80–75  | 90–96  |
| CSKA Sofia       | 181–193 | Panathinaikos   | 96–93  | 85–100 |
| Eczacıbaşı       | 165–157 | Sunair Oostende | 88–78  | 77–79  |

Clasificados automáticamente para la fase de cuartos de final
- Gabetti Cantù (defensor del título)
- Parker Leiden
- España FC Barcelona

## Cuartos de final
Los cuartos de final se jugaron con un sistema de todos contra todos, divididos en dos grupos.
|  | Clasificados para semifinales |

|    | Equipo        | PJ | Pts | G | P | PF  | PC  | Dif. |
| -- | ------------- | -- | --- | - | - | --- | --- | ---- |
| 1. | Gabetti Cantù | 6  | 11  | 5 | 1 | 641 | 568 | +73  |
| 2. | Parker Leiden | 6  | 10  | 4 | 2 | 577 | 540 | +37  |
| 3. | Panathinaikos | 6  | 8   | 2 | 4 | 545 | 574 | -29  |
| 4. | Caen          | 6  | 7   | 1 | 5 | 514 | 595 | -81  |

|    | Equipo         | PJ | Pts | G | P | PF  | PC  | Dif. |
| -- | -------------- | -- | --- | - | - | --- | --- | ---- |
| 1. | Emerson Varese | 6  | 11  | 5 | 1 | 571 | 456 | +115 |
| 2. | FC Barcelona   | 6  | 10  | 4 | 2 | 547 | 509 | +38  |
| 3. | Zadar          | 6  | 8   | 2 | 4 | 518 | 590 | -72  |
| 4. | Eczacıbaşı     | 6  | 7   | 1 | 5 | 470 | 551 | -81  |

## Semifinales
| Equipo 1      | Agr.    | Equipo 2       | Ida   | Vuelta |
| ------------- | ------- | -------------- | ----- | ------ |
| Parker Leiden | 174–184 | Emerson Varese | 87–89 | 87–95  |
| FC Barcelona  | 166–171 | Gabetti Cantù  | 92–93 | 74–78  |

## Final
19 de marzo, Palasport di San Siro, Milán
| Equipo 1       | Resultado | Equipo 2      |
| -------------- | --------- | ------------- |
| Emerson Varese | 90–88     | Gabetti Cantù |

| 19 de marzo de 1980 | Emerson Varese                      | 90–88       | Gabetti Cantù                        | |  |
|                     | Parciales: 45-38, 37-44 (T.E.: 8-6) |             |                                      | |  |
|                     | Estadísticas Bruce Seals, 26        | Reporte Pts | Estadísticas Pierluigi Marzorati, 20 | Pabellón: Palasport di San Siro, Milán Asistencia: 10.000 espectadores Árbitros: Artenik Arabadjan (BUL), Pedro Hernández Cabrera (ESP) |  |

| Campeón de la Recopa de Europa 1979–80 |
| -------------------------------------- |
| Emerson Varese 2º título               |